# Campanha d'Aude
Campanha d'Aude (en francès Campagne-sur-Aude) és un municipi de la regió d'Occitània, al departament de l'Aude.